# ミウ (BUCK-TICKの曲)
「ミウ」は、日本のロックバンド、BUCK-TICKの楽曲で、16作目のシングル。1999年10月20日にマーキュリーより発売された。
前作「BRAN-NEW LOVER」から3ヶ月ぶりとなるシングル。オリジナルアルバム未収録。
星野英彦が作曲を手がけたタイトルナンバーのシングルは『ドレス』（1993年）より約6年ぶりとなった。
ファンの間でも人気が高い楽曲であり、『CATALOGUE 2005』リリースに際しHMVが行ったファン投票では1位を獲得している。また櫻井が書いた歌詞に「編み上げブーツ」というフレーズがあったことで、星野が感動したという逸話がある。

## 収録曲
1. ミウ (4:36)
  - 作詞：櫻井敦司、作曲：星野英彦、編曲：BUCK-TICK
2. パラダイス (4:40)
  - 作詞：櫻井敦司、作曲：今井寿、編曲：BUCK-TICK
3. BRAN-NEW LOVER-CUSTOM- (5:40)
  - 作詞：櫻井敦司、作曲：今井寿、リミックス：今井寿、横山和俊

## 参加ミュージシャン
- 櫻井敦司 - ボーカル
- 今井寿- ギター、ノイズ
- 星野英彦 - ギター
- 樋口豊 - ベース
- ヤガミトール - ドラムス

### サポートミュージシャン
- 横山和俊 - マニピュレート、キーボード

## 収録アルバム
- 『97BT99』(#1 - #3)
- 『CATALOGUE 2005』(#1)
- 『CATALOGUE VICTOR→MERCURY 87-99』(#1)